# Asconius
Quintus Asconius Pedianus (né v. 9 av. J.-C. à Padoue - mort en 76 apr. J.-C.) est un grammairien latin. 

## Biographie
Maître de Quintilien, Asconius enseigna l'éloquence à Rome et composa des critiques littéraires sur les principaux écrivains de la ville. Il devint aveugle à 73 ans et mourut sous Vespasien, à 85 ans.
On n'a conservé de ses œuvres que quelques fragments des Commentaires des discours de Cicéron dont le manuscrit fut découvert en 1416 à Saint-Gall par Poggio Bracciolini. Ils commentaient cinq discours de Cicéron, les In Pisonem, Pro Scauro, Pro Milone, In toga candida et Pro Cornelio. Le document original a disparu, mais des copies subsistent. 
Ces fragments sont précieux pour les historiens, car ils contiennent beaucoup de matériaux rares et, semble-t-il, authentiques sur la constitution du sénat, les assemblées du peuple, etc. Deux éditions critiques de ces fragments  ont été publiées ; l'une par l'érudit danois Johan Nicolai Madvig (1828) et l'autre en 1833, en allemand, par d'Orelli et Baiter.
Asconius aurait écrit une biographie de Salluste et une défense de Virgile contre ceux qui voulaient le censurer, deux œuvres perdues.

## Sources
- Dezobry et Bachelet, Dictionnaire de biographie, t.1, Ch.Delagrave, 1876, p.154
- Jean Marc Flambard, Notes sur l'histoire du texte d'Asconius à l'époque moderne, Mélanges de l'Ecole française de Rome. Antiquité T. 88, N°1. 1976. pp. 375-396,

## Éditions
- (en) Asconius: Commentaries on Speeches of Cicero, mars 2007, Oxford University Press, USA, 382 pages,  (ISBN 0199290539)
- (la) *Asconius en ligne sur Attalus.org

- Notices d'autorité :   - VIAF
  - ISNI
  - BnF (données)
  - IdRef
  - LCCN
  - GND
  - Italie
  - Espagne
  - Belgique
  - Pays-Bas
  - Pologne
  - Israël
  - NUKAT
  - Catalogne
  - Suède
  - Vatican
  - Australie
  - Norvège
  - WorldCat